# Farkas Bertalan (űrhajós)
Farkas Bertalan (Gyulaháza, 1949. augusztus 2. –)  a Magyar Szent István-renddel kitüntetett magyar vadászpilóta, űrkutató, űrhajós, eszperantista. Az Interkozmosz program keretében nyílt lehetősége az első magyarként a világűrbe jutni (a magyarok így a hetedik nemzet lett, amelynek képviselője ott járt). A Szovjetunió és a Magyar Népköztársaság Hőse, Ukrajna Aranycsillagának birtokosa, az Űrhajósok Nemzetközi Szövetségének alapító tagja, az MTA Interkozmosz Tanács kutatócsoportjának munkatársa, a Space for Earth Alapítvány alapító tagja. Leghíresebb kísérleti programja az űrutazás során az Interferon volt, de a Dóza kísérletben részt vevő, a KFKI által gyártott Pille sugárdózismérő is rendkívül sok eredményt hozott a későbbi kutatások számára országunknak. Tevékenységével nemzetközi elismerést vívott ki Magyarországnak, és mind a mai napig részt vesz az űrkutatás népszerűsítésében. Nevét a 240757 Farkasberci kisbolygó őrzi, melyet Sárneczky Krisztián fedezett fel 2005. május 26-án. Ez a dátum azért lett nevezetes, mert 1980-ban ezen a napon repült Farkas Bertalan a világűrbe.

## Családja
Felesége Anikó, három gyermekük van, Aida, Bertalan és Ádám. Legidősebb gyermeke pedig Gábor, aki egy korábbi kapcsolatából származik. Kedvenc sportja a labdarúgás és a tenisz, gyakran játszik, hogy fizikálisan karbantartsa magát.

## Életpályája
Gyermekkorában szorgalmas tanuló és kitűnő sportoló volt, futballistának készült. Középiskolai tanulmányait Kisvárdán folytatta, érettségi vizsgát a Bessenyei György Gimnáziumban tett. A repülést a nyíregyházi sportreptéren szerette meg, és itt határozta el, hogy repülőtiszti főiskolára jelentkezik. A Kilián Györgyről elnevezett Repülőműszaki Főiskolát 1967 és 1969 között végezte el Szolnokon, majd 1970–71-ben a Krasznodari Repülőtiszti Főiskola növendéke volt. 1972-től 1978-ig mint a magyar légierő tisztje a pápai repülőtéren települt 47. harcászati repülőezrednél szolgált, ahol 1976-tól első osztályú vadászpilóta lett.
1978-ban jelentkezett űrhajósnak, és még abban az évben megkezdte a kiképzést. 1980-ban a Szojuz–36 űrhajó fedélzetén elindult a világűrbe, ahol feladatait sikeresen végezte el.
Pályafutásának következő szakaszában tovább képezte magát. 1986-ban a Budapesti Műszaki Egyetem Közlekedésmérnöki Karán szerzett oklevelet, és még ugyanattól az évtől a Magyar Tudományos Akadémia Interkozmosz Tanácsának kutatócsoportjában dolgozott vezetőségi tagként, 1991-ig. 1992 és 1995 között, még aktív katonai élete alatt An–24 és An–26-os szállító gépeken, valamint Zlín Z–143 típuson repült. 1995-ben dandártábornokká nevezték ki, és a Magyar Honvédség repülőszemlélő-helyettese beosztásba helyezték.
1996–1997 között légügyi attasé volt az Amerikai Egyesült Államokban, Washingtonban. 1997-ben az amerikai rendőrség ittas vezetésen érte, ezért hazarendelték és nyugdíjazták. Nyugállományúként ezután az üzleti életben folytatta pályafutását az Atlant-Hungary Airlines nevű légitársaság résztulajdonosaként, majd 2003-tól a cég elnökeként tevékenykedett. 2014. december 1. és 2015. június 30. között Szijjártó Péter külgazdasági és külügyminiszter tanácsadója volt.
Tagja a Nemzetközi Űrhajós Szövetség intézőbizottságának.

## Űrhajós pályafutása

### Az Interkozmosz program
A Szovjetunió vezette Interkozmosz űrkutatási együttműködés lehetővé tette, hogy a tagországok egy-egy képviselője is eljusson a világűrbe. A magyar űrhajósjelölteket 1977 májusától kezdték kiválogatni a vadászpilóták közül Kecskeméten, a Repülőorvosi Vizsgáló és Kutatóintézetben (ROVKI).
A vizsgálatok eredményeképpen négy pilótát választottak ki, akik közül ketten (Farkas Bertalan és Magyari Béla) a Gagarin Űrhajóskiképző Központban végezték a további felkészülést szovjet kollégáikkal együtt 1978 és 1980 között.
Farkas Bertalan űrhajóstársa és parancsnoka Valerij Kubaszov, Magyari Béláé Vlagyimir Dzsanyibekov volt. Mindkét magyar kiváló eredménnyel végezte el a kiképzést, a jelöltek közül a magyar szervezők választották ki Farkas Bertalant az űrrepülésre, Magyari Béla pedig végig készen állt a helyettesítésére.

### Az űrrepülés
Farkas Bertalan és Valerij Kubaszov 1980. május 26-án, moszkvai idő szerint 21 óra 20 perckor, magyar idő szerint 20 óra 20 perckor, indult a világűrbe a Szojuz–36 űrhajó fedélzetén. Magyarország ezzel az űrutazással a nemzetek sorában hetedikként lépett ki a világűrbe. Az űrhajó május 28-án kapcsolódott össze a Szaljut–6 űrállomással, ahol a személyzet Leonyid Popov és Valerij Rjumin szovjet űrhajósok fogadták őket.
Később legnagyobb élményeire így emlékezett vissza:
Először látni Magyarországot a világűrből, látni a napfelkeltét és a naplementét. – Azután a kozmikus éjszaka csillagképei, a hegyláncok Dél-Amerikában, Afrika sivatagjainak szépsége és a vörös homokfelhők India fölött.
Az űrhajósok 1980. június 3-án tértek vissza a Földre a Szojuz–35 űrhajó fedélzetén, a landolás a kazahsztáni Dzsezkazgan városától 140 km-re történt.
Hazatérése után, 1980. június 16-án Budapesten a Gagarin-éhoz hasonló diadalmenettel és ünnepléssel fogadta a pártvezetés. A Ferihegyi repülőtérről az Üllői úton és a Kiskörúton keresztül Kubaszov-val ketten egy nyitott GAZ-13 típusú kocsiban érkeztek a Parlament elé. A hivatalos fogadás során a Magyar Népköztársaság Hőse és a Magyar Népköztársaság Űrhajósa kitüntetésben részesült.

### A programban végzett kísérletek
1976–1980 között több magyar kutatóintézet dolgozta ki Farkas Bertalan világűr programját, melynek alapján orvosbiológiai, fémtechnológiai, fizikai, távérzékelési és erőforrás-kutatási kísérleteket és megfigyeléseket hajtott végre. A kísérletekre 1980. május 26. és június 3. között került sor a Szaljut–6 űrállomás fedélzetén.

A Szojuz–36 emblémája

- A Dóza-kísérlethez a KFKI fejlesztette ki a Pille termolumineszcens sugárdózismérőt (TLD), amellyel még a világűrben meg lehet határozni az űrhajósokat ért sugárzás mennyiségét. Az addig használt műszerekkel ugyanis meg kellett várni a földetérést, hogy kielemezhessék a mérési eredményeket. A Pille továbbfejlesztett változatát használták a MIR űrállomáson és újabban a Nemzetközi Űrállomáson, az állomások sugárzásvédettségének feltérképezésére és a legénység terhelésének mérésére.
- A Rabotoszposzobnoszty-kísérlet során a Repülőorvosi Vizsgáló és Kutató Intézet és a Medicor által fejlesztett Balaton műszerrel az űrhajósok szellemi munkavégző képességét vizsgálták.
- A Johan Béla Országos Epidemiológiai Központban működő űrélettani laboratórium készítette az INTERFERON sejtbiológiai kísérletet, ami az immunrendszer interferon sejtjeinek működését vizsgálta súlytalanságban. Ez volt az első világűrben végzett kísérlet, amely sejtbiológiai folyamatokat hasonlított össze súlytalanságban és gravitációs körülmények között. Az űrhajón lévő sejtek 4–8-szor annyi interferont termeltek, mint a földi laboratóriumban lévők. Farkas Bertalan később elmesélte, hogy mivel hatvannyolc kilójával asztronautának meglehetősen vékony volt, szkafanderébe ólomtéglácskákat kellett szerelni, hogy meglegyen előírt súlya.
- Az Ötvös-kísérlet során a félvezetőtechnikában jelentős fémek (Ga, As, In, Pb) kristályszerkezetét és ötvözeteit vizsgálták.
- A Bealuca-kísérletben eltérő fajsúlyú fémek keveredését és diffúzióját, alumínium és réz súlytalanságban létrehozott ötvözetét tanulmányozták.
- Az anyagtechnológiai kísérletek során alkalmazták a Krisztall nevű, hivatalos nevén az UMC (Universal Multizone Crystallizator) kristályosító berendezést is. Ezt a berendezés, ami magyar mérnökök találmánya volt, már a Szaljut-6 űrállomáson is tesztelték, majd kipróbálták félvezetők gyártására.[12]
- A Bioszféra-kísérlet keretén belül a Növényvédelmi és Agrokémiai Központ és a Földmérési Intézet, a KGO kézikamerás felvételeket készíttetett különböző természeti objektumokról, valamint természeti jelenségekről, így vulkánokról, viharokról és geológiai törésvonalakról.
- Az űrutazás alatt kétszer haladtak el Magyarország felett, így hazánk területéről több űrfelvétel is készült. A Balatonnál a tó és a vízpart ökológiája, valamint talajjavítási programok keretében Szolnok és Kisköre között a Tisza vidéke volt a vizsgálatok fő területe.[13]

## Politikai tevékenysége
2006-ban a Magyar Demokrata Fórum (MDF) színeiben indult a parlamenti választáson. Amikor a párt a Deák András KDNP-s országgyűlési képviselő halála miatt 2008. január 28-ára kiírt Budapest XI. kerületi időközi választáson Csapody Miklós aktív parlamenti képviselőt indította, bejelentették, hogy ha Csapody megszerzi az egyéni mandátumot, helyette listáról Farkas Bertalant küldik az országgyűlésbe (az alacsony részvétel miatt érvénytelen első fordulóban Csapody az érvényes szavazatok 9,7%-át kapta meg). A 2014-es országgyűlési választásokon a Zöldek Pártja képviselőjelöltje volt Szabolcs-Szatmár-Bereg megye 3. számú egyéni választókörzetében (Kisvárda). Itt 287 szavazattal (0,63%) a tizenötödik helyen végzett.

## Kitüntetések
- 1980. június 30. – A Szovjetunió Hőse[16]
- 1980. Június 30. – Lenin-rend
- 1980. A Magyar Népköztársaság Hőse[17]
- 1980 – Magyar Népköztársaság Érdemrendje
- 1980 - A Magyar Népköztársaság Űrhajósa
- 1980 - Gyulaháza díszpolgára
- 2003. április 12., Kijev – Társadalmi Elismerés és Nagyság Érdemrend,[8]
- 2010 - Prima Primissima – Megyei Prima Díj, Közép-magyarországi Regionális Szervezet, Magyar tudomány kategória kitüntetettje[18]
- 2014. Csepel díszpolgára[19]
- 2019. A Magyar Kultúra Lovagja
- 2020. Görgei Artúr-életműdíj[20]
- 2024. Szent István-díj
- 2025. A Magyar Érdemrend parancsnoki keresztje
- 2025. Magyar Szent István-rend

## Tagságai
- Űrhajósok Nemzetközi Szövetségének alapító tagja (The Association of Space Explorers, 1985-től)[21]
- MTA Interkozmosz Tanács kutatócsoportjának munkatársa 1991-ig[22]
- A Space for Earth Alapítvány alapító tagja↑ Spaceforearth.com 30. évforduló:

## Előadások

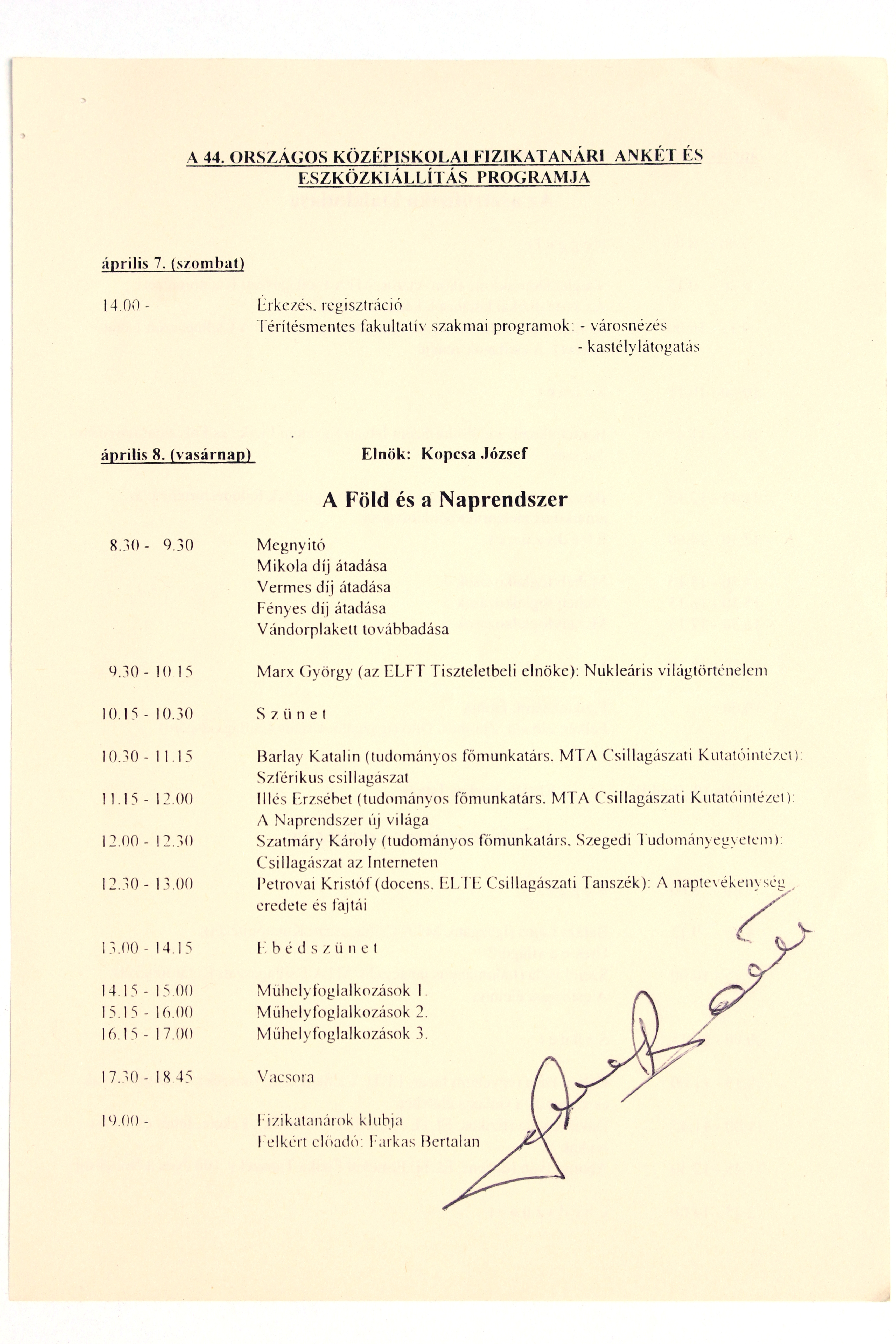
Aláírása a 2001. évi középiskolai fizikatanári ankét programfüzetében (Gödöllő, 2001. április 8.)

- Előadás a 44. Országos Középiskolai Fizikatanári Ankéton (Gödöllő, 2001. április 8.)
- Farkas Bertalan és a Magyar Űrrepülés 30. Évfordulója, Budapest, 2010. május 26.[23]
- Az űrkutatás múltja, jelene és jövője című előadás a Magyar Emberes Űrrepülés 30. évfordulója alkalmából, 2010. május 31., Pécsi Tudományegyetem
- Farkas Bertalan Expresszvonat: a 2010. augusztus 7-én Budapest és Kecskemét között közlekedő expresszvonatot Farkas Bertalan tiszteletére nevezték el. A vonaton, mely a Nemzetközi Repülőnap és Haditechnikai Bemutató rendezvényre indult, az űrhajós előadást tartott élményeiről és a 30 éves a magyar űrhajózás című kiállítást is megtekinthették az utasok.[24]

## Érdekességek
- Nyolc napos űrbéli tartózkodása során egyik este (1980. május 26-án) ő olvasta fel az esti mesét a magyar gyerekeknek, magával vitte a tv-macit is a világűrbe és kislánya piros-fehér-zöld ruhás babáját.[25]
- Farkas Bertalan volt az első magyar a világűrben, vele pedig a magyarok a hetedik nemzet, amelynek képviselője ott járt. Őt követően Charles Simonyi járt még űrturistaként – a világon egyedüliként – kétszer is, magyarként is a világűrben,[26] a következő magyar űrhajós utazására a Nemzetközi Űrállomásra 2025-ig kerül sor.[27]
- Az űrutazáson magyaros ételkonzerveket ettek,[28] Kubaszov pedig a szkafander nadrágszárába rejtve egy nyers uborkát csempészett fel, hogy kipróbálja, milyen.[29]
- A fedélzeten volt egy pisztoly is vészhelyzet esetére és cápariasztó, ha a tengerbe esve szükség volna rá.
- Szkafanderét előbb az MTA tanácstermében állították ki, onnan 1980-ban az űrkabinnal együtt átkerült a Hadtörténeti Múzeum űrkutatási kiállítására. Farkas Bertalan űrruháját társa, Valerij Kubaszov ülésében helyezték el.[30] A Hadtörténeti Múzeum kiállításának bezárását követően a szkafandert a Közlekedési Múzeum Repüléstörténeti és Űrhajózási Kiállításán állították ki,[31] ahonnan 2002-ben átköltöztették a Hírességek Csarnokába. 2010. június 3-ától a szkafander ismét a Hadtörténeti Múzeumban tekinthető meg.[32]
- Egy barátja hatására, fogadásból tanult meg eszperantóul.[33]
- Ő adta át a Balassi Bálint-emlékkardot 2025. február 14-én a Központi Papnevelő Intézet dísztermében a kanadai Farkas Endre György műfordítónak.[34]

## Emléktárgyak
- Az űrutazás emlékére 1980-ban bronzplakettet adtak ki, melynek felirata: SZOVJET–MAGYAR KÖZÖS ŰRREPÜLÉS 1980.
- Rónay Attila: Farkas Bertalan-emlékérem, 2005
- Kislemez a Locomotiv GT és a Neoton Família alkalmi társulásának előadásában, Asztronauta együttes név alatt:

Presser Gábor–Sztevanovity Dusán: Magyar a világűrben (EP 25069)